# Valentin Gabriel Boboc
Valentin Gabriel Boboc (n. 24 martie 1966) este un deputat român, ales în 2012 din partea Partidului Social Democrat.